# Tortyr
Tortyr är ett avsiktligt åsamkande av smärta eller lidande till en grad att det bedöms oacceptabelt i en politisk eller juridisk kontext. Det finns många olika åsikter om hur tortyr ska definieras samt vilken grad av lidande som ska åsamkas någon för att det ska bedömas som tortyr eller under vilka omständigheter en aktivitet kan räknas som tortyr. En generellt accepterad definition av tortyr ges av Förenta nationernas konvention mot tortyr, som definierar det som följande:
| ” | (...) varje handling genom vilken allvarlig smärta eller svårt lidande, fysiskt eller psykiskt, medvetet tillfogas någon antingen för sådana syften som att erhålla information eller en bekännelse av honom eller en tredje person, att straffa honom för en gärning som han eller en tredje person har begått eller misstänks ha begått eller att hota eller tvinga honom eller en tredje person eller också av något skäl som har sin grund i någon form av diskriminering, under förutsättning att smärtan eller lidandet åsamkas av eller på anstiftan eller med samtycke eller medgivande av en offentlig tjänsteman eller någon annan person som handlar såsom företrädare för det allmänna. Tortyr innefattar inte smärta eller lidande som uppkommer enbart genom eller är förknippade med lagenliga sanktioner. | „ |

Ett annat motiv för tortyr kan vara sadism hos personen som utför tortyren. Tortyr är förbjudet enligt internationell lag och de inhemska lagarna i de allra flesta länder. Amnesty International räknar dock med att 75 % av världens regeringar för närvarande praktiserar tortyr enligt deras definition.
Genom historien har tortyr ofta använts som en metod för att genomföra politisk omskolning. Numera är det en allmänt vedertagen åsikt att tortyr är ett brott mot mänskliga rättigheter och tortyr bedöms som oacceptabel enligt artikel 5 i FN:s deklaration om de mänskliga rättigheterna. Under krigstid har nationer som skrivit under tredje och fjärde Genèvekonventionerna gått med på att inte tortera krigsfångar.
Internationella juridiska förbud mot tortyr kommer ifrån en filosofisk konsensus att tortyr är omoraliskt. Trots dessa internationella konventioner och filosofiska propositioner rapporterar organisationer som Amnesty International som bevakar brott mot mänskliga rättigheter att tortyr uppmuntras av många stater i flera regioner av världen.

## Historia

### Antiken
Hos de civiliserade folken i äldre och långt in i nyare tid har tortyr använts av dömande och exekutiva myndigheter för att från anklagade personer eller vittnen "locka fram sanningen". I det forna Aten brukades tortyr på slavar men endast undantagsvis på fria medborgare. Hos romarna brukades tortyren (questio) i både civil- och kriminalmål, i de förra dock, endast när det gällde slavar, frigivna eller ärelösa (gladiatorer och dylika) eller då sanningen ej på annat sätt kunde utrönas. För högförräderi och trolldom samt för motsägelser i egna vittnesmål kunde även fria medborgare underkastas tortyr (dock ej barn, havande kvinnor, höga ämbetsmän, riddare, soldater i tjänst och präster). Vittnesmål av en ärelös var ej giltigt om det ej bekräftades genom tortyr. En tid tillät lagen till och med fordringsägare att hålla sina gäldenärer i fängelse och grymt pina dem för att frampressa betalning.

### Medeltiden
Även den kristna medeltiden, som såvitt möjligt upptog den romerska rätten, betjänade sig (sedan 1200-talet) av tortyren, framför allt mot kätteriet, som förklarades vara ett "majestätsbrott mot Gud". Då ordalierna, en form av gudsdomar, avskaffades, fick man en ersättning i tortyren, och man tyckes ha vid bäggedera förfaringssätten knutit den förhoppningen, att Gud skulle styrka oskulden till att uthärda smärtor, för vilka en skyldig måste duka under. Kyrkan visste emellertid att tillförsäkra sitt prästerskap frihet från tortyr vid civil domstol. Detta barbariska bevismedels användning nådde sin höjd genom den religiösa vidskepelsen under 1500- och 1600-talen, i kätteri- och häxeriprocesserna.

### Inkvisitionen
Ryktbarast bland tortyrdomstolar var inkvisitionen. Dess viktigaste instruktioner härrör från Tomás de Torquemada (1484) och Fernando de Valdés (1561). Enligt den förre fick tortyren upprepas, endast ifall en avlagd bekännelse återkallades. Domarna fann då på den utvägen att kalla en förnyad tortyr "fortsättning". Vittnen kunde torteras om domaren misstänkte att de dolde sanningen. Hela systemet fick en typisk utveckling i Italien (framställd bl.a. i Farinaccius "Praxis et theoria criminalis", 1622). Man använde all grymhetens uppfinningsrikedom för att uttänka tortyrsätt. Bland sådana märks sträckbänk, den vid händerna upphängda kroppens uttänjning medelst vidhängda vikter, benets eller tummens sammanpressning i skruvstockar med avtrubbade taggar på insidan (spanska stöveln; tumskruven), bränning med eld under fotsulor och naglar eller i sidan, hunger och törst, bespisning med salt mat utan dryck, örfilande för att hindra offret att falla i sömn (utsträckt till sex-sju dygn, plägade sistnämnda tortyr ända med sinnesrubbning). Tillkallade läkare skulle tillse, att tortyren ej drevs så långt, att offret förlorade medvetandet eller gav upp andan. Torteringen föregicks av "territion" (avskräckning), i det att bödeln förevisade redskapen för den anklagade. Tortyren motsvarade ingalunda det ändamål, som med densamma avsågs. Var den anklagade oskyldig, fick han likväl undergå ett hårt lidande, endast av det skälet, att man ej visste, huruvida han begått brottet. Ofta hände också, att han, halvt vanvettig av smärtorna, pådiktade sig brottet, falskeligen uppgav medbrottslingar och så vidare. Å andra sidan brukade bovar på förhand systematiskt härda sig mot sådana smärtor för att vid behov kunna framhärda i sitt nekande. Och man kunde föga vänta, att den, som ej kuvades av fruktan för att bli halshuggen eller hängd, skulle rädas för tortyrredskapen.

### Avskaffande under tidigmodern tid
Genom kejsar Karl V:s rättegångsordning av 1532 inskränktes tortyren i någon mån. Men först 1700-talets humanitära idéer bragte klarnad insikt om det orättfärdiga och omänskliga i tortyrväsendet. Anton Praetorius publicerade 1602 boken Gründlicher Bericht von Zauberey vnd Zauberern (”Grundlig Redogörelse om trolleri och häxmästare”) som var riktad mot häxjakt och tortyr. Christian Thomasius, Cesare Beccaria, Voltaire, Justus Möser med flera uppträdde med tungt vägande ord mot detsamma. 1816 påbjöd äntligen en påvlig bulla, att tortyren skulle avskaffas, rättegångarna bli offentliga och angivaren konfronteras med den anklagade. Lagbestämmelserna om tortyrstraff upphävdes i Preussen (av Fredrik II) 1740 och 1754, i Sachsen 1770, i Ryssland av Katarina II, i Österrike 1775, i Frankrike 1780 och 1789 samt i Bayern och Württemberg 1806. USA:s konstitution från 1787 förbjuder "grymma och ovanliga straff". I Danmark avskaffades tortyr av Struensee 1770, men blev efter hans fall ånyo gällande, om ock med stark begränsning, och avlystes fullständigt först 1837. Utom och mot lagen nyttjades tortyren emellanåt i England (mellan 1310 och 1640) och det även i Sverige.

### Sverige
Att tortyr förekom i Sverige under Gustav Vasa framgår av att de "Domarregler" som tillskrivs Olaus Petri beivrar missbruk av tortyr och försöker inskränka den till högmålsbrott. Under Erik XIV nyttjades tortyren flitigt av Konungens nämnd. 

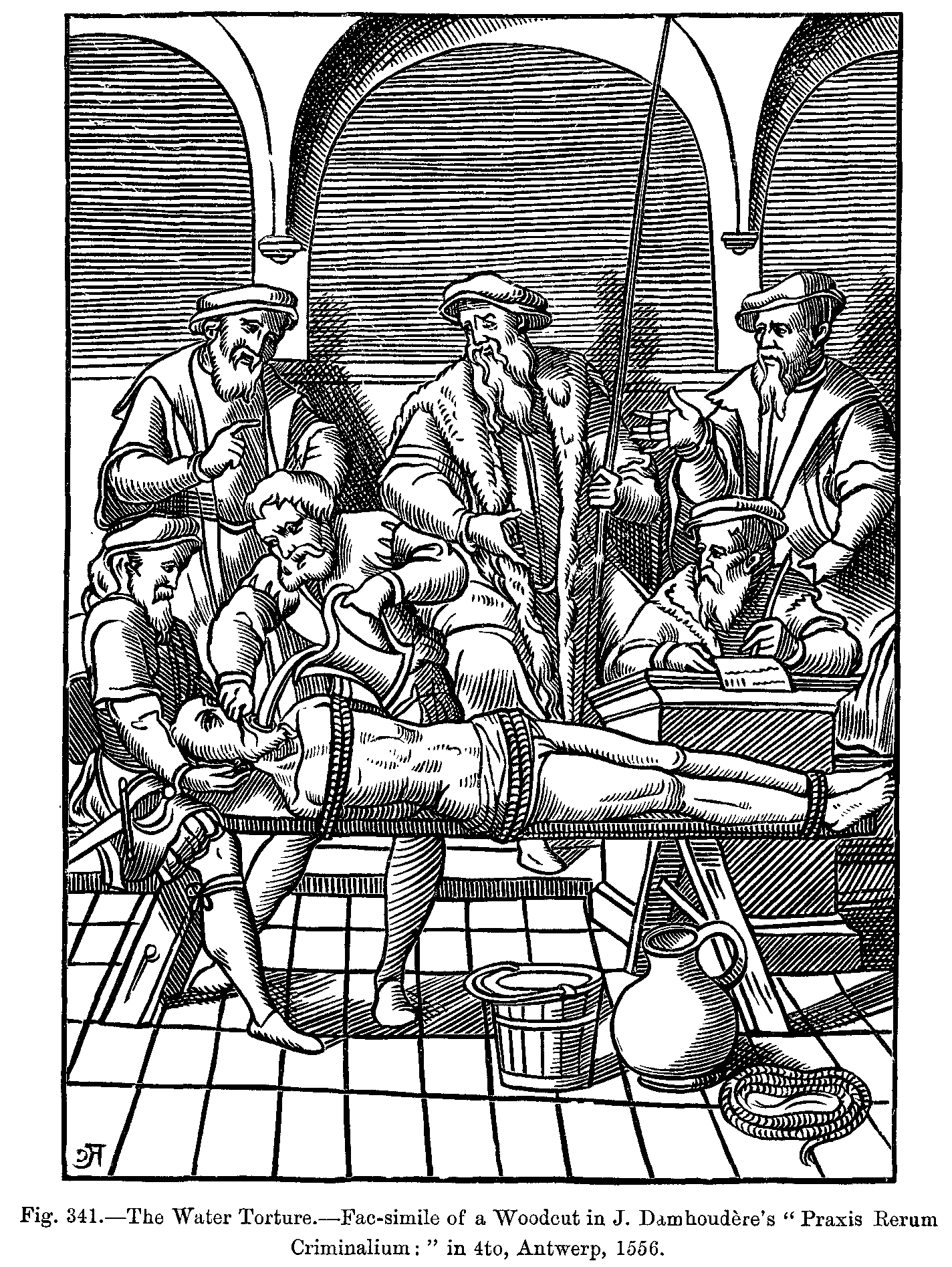
Vattentortyr som liknade Schwedentrunk finns beskriven på gravyrer i en nederländsk bok redan från 1556

Schwedentrunk (tyska [ˈʃveːdn̩ˌtʁʊŋk], svensk dryck) var en tortyrmetod som användes under trettioåriga kriget, bland annat av svenska legosoldater i södra Tyskland. Namnet uppfanns av deras tyska offer. Offret tvingades (med hjälp av en tratt, eller en hink och träkil i munnen) att svälja stora mängder smutsig vätska, såsom flytande gödsel och avföring, ibland kokande. Magen kunde sedan pressas ihop med brädor eller att torterarna hoppade och trampade på offrets mage. Metoden användes för att tvinga bönder eller stadsbor att överlämna dolda pengar, mat eller djur, eller för att tvinga kvinnor till sex. Det förekom att offret blev sjuk och avled. Berättelser om Schwedentrunk är nedtecknade bland annat i den satiriska tyska boken Den äventyrlige Simplicissimus (1668).
Tortyr förbjöds av Karl XI , men kom fortfarande någon gång till användning med eller utan stöd av Sveriges regerings reskript, särskilt i de pinliga förhör, som specialkommissioner brukade utföra med personer anklagade för statsbrott. Tortyr användes vid förhör av de åtalade för häxeri under det stora oväsendet 1668-1676.
1734 års lag förbjöd uttryckligen all tortyr, men medgav ett betänkligt undantag, i det att Rättegångsbalkens 17 kap 37 § tillstadde domaren att i grova brottmål "varsamliga" försöka med "svårare fängelse" för att få sanningen i dagen. Domstolarna under frihetstiden gjorde bruk av denna, av själva lagen stadfästa rätt, i synnerhet i statsprocesserna. 1756 dömdes åtskilliga för sammansvärjning anklagade att "till tjuvakällaren eller smedjegården avföras för att genom hårdare fängelse förpliktas att bekänna sanningen". Kapten Johan Puke hissades upp i källaren naken "med järnked vid  handklofvar midt i taket, så att han näppeligen nådde med tårna ner på berghällen". Först fick han hänga i två timmar och sedermera ytterligare en, till dess kirurgerna märkte, att ryggbastet blev för kallt. I Gustav III:s kungliga brev av 27 augusti 1772 befalldes, att alla pinorum och tortyrinstrument i riket skulle förstöras, men lagföreskriften om "svårare fängelse" upphävdes först genom kunglig förordning den 12 september 1868.
Senare exempel på tortyr i Sverige eller i samband med svenska militära insatser:
- 2003: Tortyraffären i Kongo i samband med Operation Artemis där den svenske överste som ledde den svenska styrkan inte rapporterade till högkvarteret i Stockholm att det fanns misstankar om att fransk trupp använt tortyr
- 2015: Dansbandsmusik på hög volym mot fångars vilja vid arresten i Västerås

## Tortyr i modern tid
Tortyren i Sovjetunionen under Stalintiden och Nazityskland under Andra världskriget är välkänd. Frankrike tillämpade tortyr i kriget i Algeriet. Man har emellertid i efterhand tagit tillbaka tapperhetsmedaljer för förhörsledarna. Storbritannien använde tortyr mot IRA-fångar på 1970-talet[källa behövs], men förbjöd det då det blev känt för allmänheten och kritiken mot det växte. Både USA och Nordvietnam använde tortyr mot fångar under Vietnamkriget.
Såväl militärdiktaturerna som andra regimer i Latinamerika under 1970- och 1980-talen tillämpade bestialisk tortyr i stor omfattning, men enligt Amnesty International förekom tortyr även i Europa, Afrika och Asien.
Enligt USA är det tillåtet för militär och säkerhetstjänst att använda skendränkning, något som CIA inte anser kan klassas som tortyr. USA:s tidigare president George W. Bush lade in sitt veto mot ett lagförslag som skulle förbjuda skendränkning och andra kontroversiella och brutala förhörsmetoder. Motiveringen för detta var enligt Bush att "eftersom faran kvarstår måste vi försäkra oss om att vår säkerhetstjänst har alla verktyg den behöver för att stoppa terroristerna". 
Tortyr förekom vid Abu Ghurayb-fängelset i Irak och på amerikanska basen Guantanamo.
President Barack Obama tog under början av 2009 ett beslut om att vid förhör av terrorister gäller Genèvekonventionen, vilket i praktiken betyder ett förbud mot tortyr. Obama beslutade 2009 att förhörsledarna som använde skendränkning (Under Bush tid som president) inte ska åtalas då de handlade i god tro.
Förutom USA är Israel det land tillhörande kretsen av västliga demokratier som fortfarande på 2000-talet använt tortyr.
Tortyr och grov misshandel vid förhör är fortfarande vanligt. Enligt Amnestys årsrapport 2009 förekom det i 79 länder.

## Rituell tortyr
Rituell tortyr utförd av kvinnor på tillfångatagna män, och i samband därmed rituell kannibalism av offret, är ett väldokumenterat historiskt faktum bland de irokesisktalande folken bland Nordamerikas ursprungsbefolkning, men förekom även bland andra indiannationer i det nordöstra kulturområdet.

## Tortyrmetoder
- Cheera
- Eltortyr
- Falaka
- Ghotna
- Handklovar
- Järnjungfrun
- Kittlingstortyr
- La Barra
- Mässingtjuren
- Skenavrättning
- Skendränkning
- Spanska stöveln
- Spiktunna
- Strappado
- Sträckbänk
- Stympning
- Tumbindning
- Tumskruv
- Vattentortyr
- Våldtäkt
- Whirligig

## Arbete mot tortyr
Amnesty International, som arbetar mot tortyr, har sedan 1972 genomfört flera större kampanjer mot tortyr och publicerat rapporter om användning av tortyr. Rapporterna har bidragit till en större medvetenhet om problemen och om en upplyst opinion mot bruket av tortyr. I många fall har Amnestys så kallade Blixtaktioner medverkat till att befarad tortyr har hejdats eller helt uteblivit. I en lång rad länder, särskilt i Latinamerika, har bruket av tortyr kraftigt minskat eller helt försvunnit. I USA utfärdade  Pentagon i september 2006 nya instruktioner som kraftigt begränsar möjligheterna att använda "harsh methods" under förhör av krigsfångar eller misstänkta terrorister. 
Förenta Nationernas konvention mot tortyr (Konventionen mot tortyr och annan grym, omänsklig eller förnedrande behandling eller bestraffning) antogs 1984 för att förhindra tortyr och skapa ett system av garantier för att den som utför eller utfört tortyr ska bestraffas. I konventionen definieras tortyr som "varje handling som genom allvarlig smärta eller svårt fysiskt eller psykiskt lidande tillfogas en annan person". Handlingen ska utföras av eller på uppdrag av en person som företräder staten och i ett visst syfte (till exempel för att framtvinga en bekännelse). I enlighet med artikel 17 i FN:s tortyrkonvention har en kommitté (FN:s tortyrkommitté, CAT) upprättats. Kommitténs uppgift är att granska staternas tillämpning av konventionens regler. 

## Hjälp för tortyrskadade
I Sverige finns i de största städerna kliniker för rehabilitering av tortyrskadade.